# Lambert von Barmstede
Lambert II. von Barmstede († 6. November 1228 in Ratzeburg) war ein holsteinischer Adliger und Bischof von Ratzeburg.

## Leben
Lambert II. von Barmstede entstammte der Familie von Barmstede, die im 12. und 13. Jahrhundert in den Elbmarschen ansässig war. Er war der Sohn des Ritters Wilbrand von Barmstede (um 1175–1195). Er war hamburgischer Kanoniker, der ab 1212, 1217 und 1223 in verschiedenen Urkunden auftritt. Lambert wurde nach der päpstlichen Ernennung am 6. November 1228 Bischof von Ratzeburg und starb schon ein halbes Jahr später am 6. November 1228. Seine Grabplatte befindet sich im Ratzeburger Dom und trägt die Inschrift „lambertus quintus epus“ und sein Bischofsstab steht umgekehrt. Dies war wohl beabsichtigt, denn er wurde nicht satzungsgemäß vom Domkapitel gewählt, sondern dem Stift vom Papst Gregor IX. aufgedrängt. „Da er ein Fremder“ so ein Chronist, „ist er bei seinem ersten Eintritt in die Kirche wie von einer heftig brennenden Feuerröte im Gesicht ergriffen worden, gleichsam, als wenn dies seinen Eintritt wehren wollte“. „Wie ein Wolf drang er ein; nicht durch kirchlichen Rat berufen. Nur kurz hat er geherrscht, als ihn der Tod ereilte“. Neid und Zorn herrschte auch noch nach seinem Tode. Als Bischof feierte Lambert II. seine einzige Messe am 15. August 1228 und weihte einen Friedhof ein.
Lambert II. ist nicht personengleich mit seinem Vetter Lambert I. (um 1211), Sohn des Borchart I. von Barmstede (um 1190).